# امام أباد (تشغابور)
امام أباد (بالفارسية: امام‌آباد) هي قرية تقع في إيران في قسم تشغابور الريفي. يقدر عدد سكانها بـ 214 نسمة .